# Ergatikés Katikíes (Attique)
Ergatikés Katikíes (grec moderne : Εργατικές Κατοικίες), également connue sous le nom d'Ágios Ioánnis Róssos (grec moderne : Άγιος Ιωάννης Ρώσσος), est une localité située dans le dème de Lavreotikí, dans le district régional d'Attique de l'Est, dans la périphérie d'Attique, en Grèce.
Selon le recensement de 2021, elle compte 625 habitants.